# یونوست (شهرستان شارانسکی، باشقیرستان)
یونوست (انگلیسی: Yunost, Sharansky District, Republic of Bashkortostan) یک شهرک در شهرستان شارانسکی استان باشقیرستان کشور روسیه است.